# Justicia sterea
Justicia sterea är en akantusväxtart som beskrevs av Emery Clarence Leonard. Justicia sterea ingår i släktet Justicia och familjen akantusväxter. Inga underarter finns listade i Catalogue of Life.